# نیکولاس جیل
نیکولاس جیل (انگلیسی: Nicolas Gill؛ زادهٔ ۲۴ آوریل ۱۹۷۲) جودوکار اهل کانادا بود.
وی در مسابقات کشوری و بین‌المللی در مجموع برندهٔ ۴ مدال طلا، ۳ مدال نقره، ۳ مدال برنز شده‌است.